# Corydalis schweriniana
Corydalis schweriniana är en vallmoväxtart som beskrevs av Friedrich Karl Georg Fedde. Corydalis schweriniana ingår i släktet nunneörter, och familjen vallmoväxter. Inga underarter finns listade i Catalogue of Life.